# Икалуит
Икалуит (ен. и фр. Iqaluit) је главни град Нунавута у Канади. Икалуит има 6184 становника (2006). 
Основан је 1942. године. Пре 1987, место се звало Фробишер Беј (енгл. Frobischer Bay). 

## Становништво
| 1996. | 2001. | 2006. | 2011. | 2016. |
| ----- | ----- | ----- | ----- | ----- |
| 4.220 | 5.236 | 6.184 | 6.699 | 7.740 |

## Партнерски градови
- Чешме